# Sammy Claes
Sammy Claes (ca.1990) is een Belgische waterpolo-speler en surfer.
In 2007 ging Sammy Claes naar de Eindhovense club PSV om daar een jaar waterpolo te mogen spelen, maar na een jaar keerde hij terug naar België omdat hij als prof bij PSV meer geld kwijt was dan dat het hem opleverde.

## Waterpolocarrière

### Clubverband:[3]
- 2001-2007 Debuut op 14-jarige leeftijd H1 team (RSCM) - Promotie Superleague in 2003
- 2006-2007 Topschutter Superliga met 83 doelpunten (Racing Swimming Club Mechelen Waterpolo)
- 2007-2008 2de plaats Eredivisie (PSV Zwemmen en waterpolo)[4]
- 2017-2018 Winnaar Beker van België (RSCM)
- 2018-2019 Winnaar Supercup België (RSCM)
- 2020-2021 Plaats 8 Eredivisie (PSV)[5]
- 2021-2022 Landskampioen België (RSCM)[6]
- 2022-2023 2de plaats Superliga (RSCM)

### Nationale ploeg
- 2004 European qualification tournament Istanbul (TUR) - 8ste plaats
- 2004 North Sea cup waterpolo Stockholm (SWE) - Winnaar
- 2005 North Sea cup waterpolo Odense (DEN) - Winnaar
- 2005 Universiade Izmir (TUR)
- 2007 Six Nations waterpolo tournament Genève (CH) - 2de plaats
- 2007 European B Championships Manchester (UK) - 11de plaats
- 2007 European B Championships qualification tournament Odense (DEN) - Groepswinnaar
- 2018 EU Nations tournament Praag (CZE) - 4de plaats
- 2019 EU Nations tournament Brno (CZE) - 3de plaats
- 2021 EU Nations tournament Brno (CZE) - 9de plaats
- 2022 European Championships Qualification tournament Kranj (SLO) - 5de plaats

Ook is hij aanvoerder van de Belgische nationale waterpolo ploeg (KBZB) sinds 2018.